# زيدان الصغير بن إسماعيل
المولى زيدان الصغير أمير علوي مغربي ابن السلطان إسماعيل بن الشريف والأميرة حليمة السفيانية. كان مكلفًا من لدن والده بمباشرة الشؤون الخارجية، حيث توجد بعض الخطابات محررة منه إلى الخارج، منها رسالة إلى حاكم جنوة حول إرسال بعثة مغربية، تطلب إلى الحاكم الاعتناء بالسفارة، مؤرخة في أول محرم 1112هـ / 18 يونيو 1700م.
وقد سمى العلامة والوزير والمؤرخ أبو عبد الله محمد بن العياشي كتابه "البستان في نسب أخوال سيدنا ومولانا زيدان"، حيث إن التأليف كان برسم الأمير زيدان، وأُمُّه حليمة من آل سفيان، فقد حرص صاحب كتاب البستان على تتبع أخبار رجالات هذا البيت العربي.
وزيدان الصغير هو جد المؤرخ عبد الرحمن بن زيدان.